# Kętrzyn
Kętrzyn é um município da Polônia, na voivodia da Vármia-Masúria e no condado de Kętrzyn. Estende-se por uma área de 10,35 km², com 27 629 habitantes, segundo os censos de 2016, com uma densidade de 2669,5 hab/km².